# KK Trogir
KK Trogir je hrvatski košarkaški klub iz Trogira. Klub se natječe u A2 Hrvatskoj košarkaškoj ligi, a svoje domaće nastupe igraju u dvorani Vinko Kandija.

## Povijest
KK Trogir je osnovan 1984. godine. Najveći uspjeh im je kada postaju članom A-1 Hrvatske košarkaške lige od sezone 2008./09. i četvrfinalistom nacionalnog Kupa Krešimira Čosića iste godine. Trogirova škola košarke nekada je imala preko 150 djece. U par je navrata dala nekoliko mladih reprezentativaca. 2010. godine predstavljena je klupska maskota, jarac odmilja nazvan "rašpe".

## Vanjske poveznice
- Službena web-stranica  Arhivirana inačica izvorne stranice od 20. listopada 2010. (Wayback Machine)
- Profil na Stats.stilu.net
- Profil na Eurobasket.com
- Facebook